# Temporada 1985 de las Grandes Ligas de Béisbol

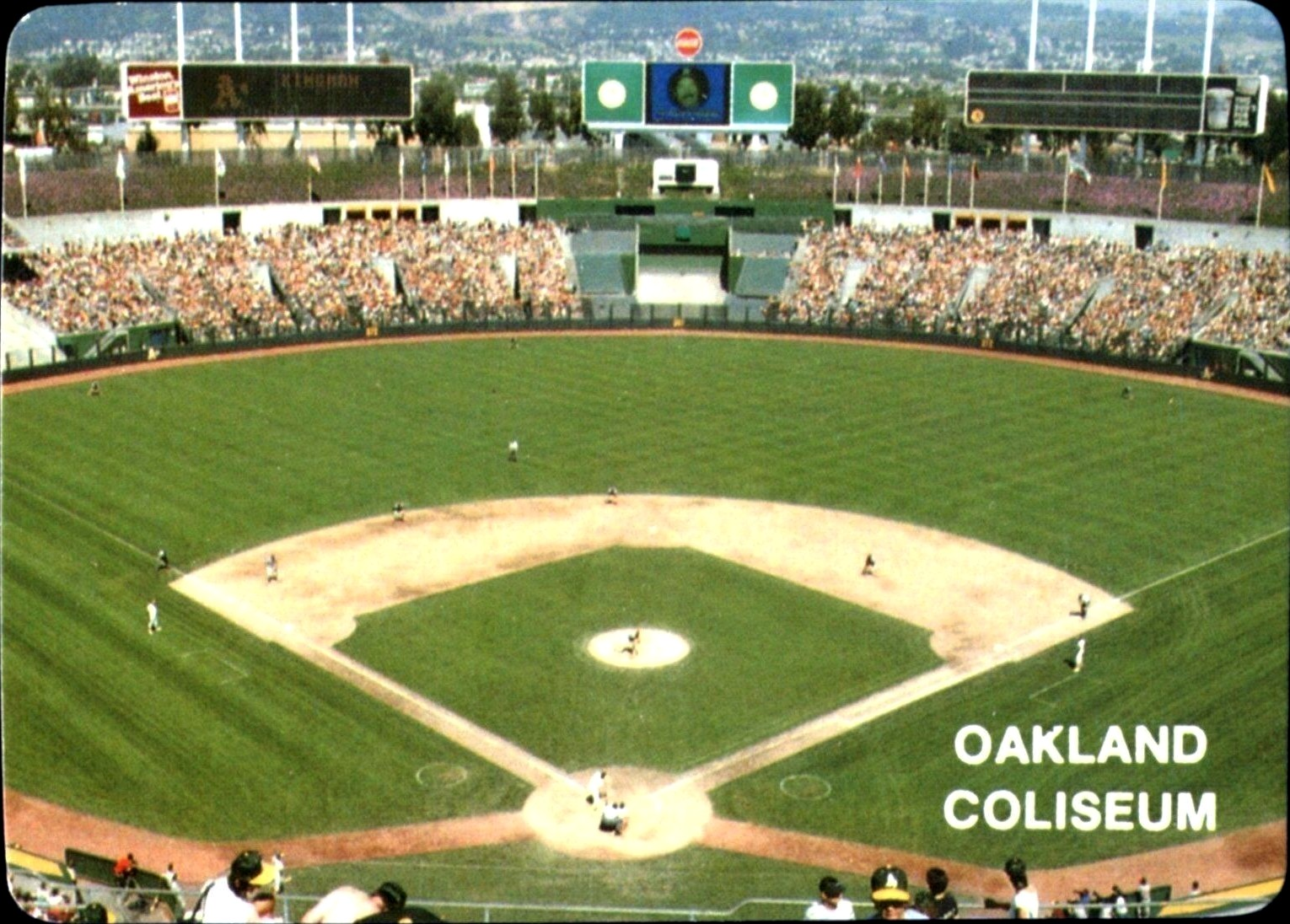
Oakland Athletics recibiendo un juego de local en el O.co Coliseum durante la temporada.

La Temporada 1985 de las Grandes Ligas de Béisbol comenzó el 7 de abril y finalizó cuando Kansas City Royals derrotó en 7 juegos a St. Louis Cardinals en la Serie Mundial. Bret Saberhagen, el ganador del Premio Cy Young de la temporada
regular, fue nombrado MVP de la Serie. La Liga Nacional ganó el Juego de las Estrellas por segundo año consecutivo.
La Series de Campeonatos de cada Liga se ampliaron a un formato al mejor de siete juegos a partir de este año, y ambas ligas terminaron colocando a sus ganadores de los banderines en más de cinco juegos, con los Royals derrotando a Toronto Blue Jays en siete partidos y los Cardenales a Los Angeles Dodgers en seis juegos.

## Premios y honores
- MVP
  - Don Mattingly, New York Yankees (AL)
  - Willie McGee, St. Louis Cardinals (NL)
- Premio Cy Young
  - Bret Saberhagen, Kansas City Royals (AL)
  - Dwight Gooden, New York Mets (NL)
- Novato del año
  - Ozzie Guillén, Chicago White Sox (AL)
  - Vince Coleman, St. Louis Cardinals (NL)
- Mánager del año
  - Bobby Cox, Toronto Blue Jays (AL)
  - Whitey Herzog, St. Louis Cardinals (NL)

## Temporada Regular
Liga Americana
| División Este     | División Este | División Este | División Este | División Este | División Este | División Este |
| Equipo            | V             | D             | CTE           | JD            | LOCAL         | VISITA        |
| ----------------- | ------------- | ------------- | ------------- | ------------- | ------------- | ------------- |
| Toronto Blue Jays | 99            | 62            | 0.615         | —             | 54–26         | 45–36         |
| New York Yankees  | 97            | 64            | 0.602         | 2             | 58–22         | 39–42         |
| Detroit Tigers    | 84            | 77            | .522          | 15            | 44–37         | 40–40         |
| Baltimore Orioles | 83            | 78            | 0.516         | 16            | 45–36         | 38–42         |
| Boston Red Sox    | 81            | 81            | 0.500         | 18½           | 43–37         | 38–44         |
| Milwaukee Brewers | 71            | 90            | 0.441         | 28            | 40–40         | 31–50         |
| Cleveland Indians | 60            | 102           | 0.370         | 39½           | 38–43         | 22–59         |

| División Oeste     | División Oeste | División Oeste | División Oeste | División Oeste | División Oeste | División Oeste |
| Equipo             | V              | D              | CTE            | JD             | LOCAL          | VISITA         |
| ------------------ | -------------- | -------------- | -------------- | -------------- | -------------- | -------------- |
| Kansas City Royals | 91             | 71             | 0.562          | —              | 50–32          | 41–39          |
| California Angels  | 90             | 72             | 0.556          | 1              | 49–30          | 41–42          |
| Chicago White Sox  | 85             | 77             | 0.525          | 6              | 45–36          | 40–41          |
| Minnesota Twins    | 77             | 85             | 0.475          | 14             | 49–35          | 28–50          |
| Oakland Athletics  | 77             | 85             | 0.475          | 14             | 43–36          | 34–49          |
| Seattle Mariners   | 74             | 88             | 0.457          | 17             | 42–41          | 32–47          |
| Texas Rangers      | 62             | 99             | 0.385          | 28½            | 37–43          | 25–56          |

Liga Nacional  
| División Este         | División Este | División Este | División Este | División Este | División Este | División Este |
| Equipo                | V             | D             | CTE           | JD            | LOCAL         | VISITA        |
| --------------------- | ------------- | ------------- | ------------- | ------------- | ------------- | ------------- |
| St. Louis Cardinals   | 101           | 61            | 0.623         | —             | 54–27         | 47–34         |
| New York Mets         | 98            | 64            | 0.605         | 3             | 51–30         | 47–34         |
| Montreal Expos        | 84            | 77            | 0.522         | 16½           | 44–37         | 40–40         |
| Chicago Cubs          | 77            | 84            | 0.478         | 23½           | 41–39         | 36–45         |
| Philadelphia Phillies | 75            | 87            | 0.463         | 26            | 41–40         | 34–47         |
| Pittsburgh Pirates    | 57            | 104           | 0.354         | 43½           | 35–45         | 22–59         |

| División Oeste       | División Oeste | División Oeste | División Oeste | División Oeste | División Oeste | División Oeste |
| Equipo               | V              | D              | CTE            | JD             | LOCAL          | VISITA         |
| -------------------- | -------------- | -------------- | -------------- | -------------- | -------------- | -------------- |
| Los Angeles Dodgers  | 95             | 67             | 0.586          | —              | 48–33          | 47–34          |
| Cincinnati Reds      | 89             | 72             | 0.553          | 5½             | 47–34          | 42–38          |
| Houston Astros       | 83             | 79             | 0.512          | 12             | 44–37          | 39–42          |
| San Diego Padres     | 83             | 79             | 0.512          | 12             | 44–37          | 39–42          |
| Atlanta Braves       | 66             | 96             | 0.407          | 29             | 32–49          | 34–47          |
| San Francisco Giants | 62             | 100            | 0.383          | 33             | 38–43          | 24–57          |

## Postemporada
|  | Campeonato de la Liga | Campeonato de la Liga | Campeonato de la Liga |   |    | Serie Mundial      | Serie Mundial | Serie Mundial |
|  |                       |                       |                       |   |    |                    |               |               |
|  | Este                  | Toronto Blue Jays     | 3                     |   |    |                    |               |               |
|  | Oeste                 | Kansas City Royals    | 4                     |   |    |                    |               |               |
|  |                       |                       |                       |   | AL | Kansas City Royals | 4             |               |
|  |                       | NL                    | St. Louis Cardinals   | 3 |    |                    |               |               |
|  | Este                  | St. Louis Cardinals   | 4                     |   |    |                    |               |               |
|  | Oeste                 | Los Angeles Dodgers   | 2                     |   |    |                    |               |               |

|                                                            |
| Campeón de las Grandes Ligas Kansas City Royals 1.º título |

## Líderes de la liga

### Liga Americana
Líderes de Bateo 
| Categoría           | Jugador          | Equipo | Marca |
| ------------------- | ---------------- | ------ | ----- |
| Porcentaje de bateo | Wade Boggs       | BOS    | .368  |
| Cuadrangulares      | Darrell Evans    | DET    | 40    |
| Carreras Impulsadas | Don Mattingly    | NYY    | 145   |
| Carreras Anotadas   | Rickey Henderson | NYY    | 146   |
| Hits                | Wade Boggs       | BOS    | 240   |
| Robo de Bases       | Rickey Henderson | NYY    | 80    |

Líderes de Pitcheo 
| Categoría         | Jugador         | Equipo  | Marca |
| ----------------- | --------------- | ------- | ----- |
| Victorias         | Ron Guidry      | NYY     | 22    |
| Derrotas          | Matt Young      | SEA     | 19    |
| ERA               | Dave Stieb      | TOR     | 2.48  |
| Ponches           | Bert Blyleven   | CLE MIN | 206   |
| Entradas Lanzadas | Bert Blyleven   | CLE MIN | 293.2 |
| Juegos salvados   | Dan Quisenberry | KCR     | 37    |

### Liga Nacional
Líderes de Bateo 
| Categoría           | Jugador       | Equipo | Marca |
| ------------------- | ------------- | ------ | ----- |
| Porcentaje de bateo | Willie McGee  | STL    | .353  |
| Cuadrangulares      | Dale Murphy   | ATL    | 37    |
| Carreras Impulsadas | Dave Parker   | CIN    | 125   |
| Carreras Anotadas   | Dale Murphy   | ATL    | 118   |
| Hits                | Willie McGee  | STL    | 216   |
| Robo de Bases       | Vince Coleman | STL    | 110   |

Líderes de Pitcheo 
| Categoría         | Jugador       | Equipo | Marca |
| ----------------- | ------------- | ------ | ----- |
| Victorias         | Dwight Gooden | NYM    | 24    |
| Derrotas          | Jose DeLeon   | PIT    | 18    |
| ERA               | Dwight Gooden | NYM    | 1.53  |
| Ponches           | Dwight Gooden | NYM    | 268   |
| Entradas Lanzadas | Dwight Gooden | NYM    | 276.2 |
| Juegos salvados   | Jeff Reardon  | MON    | 36    |